# Тамбакунда
Тамбаку́нда (фр. Tambacounda) — город на востоке Сенегала, административный центр области Тамбакунда.

## География
Город находится в 400 км к юго-востоку от Дакара, на высоте 61 м над уровнем моря. Располагается в малонаселённом районе тропической саванны в восточной части страны. Как и в большинстве стран Западной Африки, климат имеет два чётко выраженных сезона. Сезон дождей продолжается с июня по октябрь и характеризуется высокой температурой, влажностью и бурями. Сухой сезон продолжается с ноября по май.

## История
Тамбакунда был основан французскими колонизаторами на месте поселения мандинков и волофов. С постройкой железной дороги началось более интенсивное выращивание зерна и хлопка, поиск пахотных земель. Французские колонизаторы сделали город крупным транспортным узлом; было построено много зданий, в том числе железнодорожные станции, которые сохраняют колониальный колорит.

## Население
По данным на 2013 год численность населения города составляла 93 081 человек.
Динамика численности населения города по годам:
| 1988   | 1997   | 2001   | 2002   | 2013   |
| ------ | ------ | ------ | ------ | ------ |
| 41 885 | 56 173 | 69 574 | 67 543 | 93 081 |

## Культура
Город и область Тамбакунда славятся своими джембе и танцевальной культурой. Величайшие мастера по джембе пришли сюда из Сегу в середине 1900-х годов и принесли с собой всю историю, знания и секреты техники джембе. Среди известных музыкантов из Тамбакунда можно отметить барабанщика Абдулайе Диаките. Как и в других районах страны, большая часть населения города — мусульмане; 1,8 % населения исповедуют католицизм.

## Транспорт
Через город проходят автомобильные дороги N1 и N7. Имеется аэропорт.

## Города-побратимы
- Бонди, Франция
- Ла Рош-сюр-Йон, Франция